# Popillia liturata
Popillia liturata är en skalbaggsart som beskrevs av Max Quedenfeldt 1884. Popillia liturata ingår i släktet Popillia och familjen Rutelidae. Inga underarter finns listade i Catalogue of Life.